# Nothroctenus bahiensis
Nothroctenus bahiensis är en spindelart som beskrevs av Cândido Firmino de Mello-Leitão 1936. 
Nothroctenus bahiensis ingår i släktet Nothroctenus och familjen Ctenidae. Inga underarter finns listade i Catalogue of Life.